# David Storey
David Malcolm Storey (* 13. Juli 1933 in Wakefield, Yorkshire; † 27. März 2017 in London) war ein britischer Dramatiker, Romancier und Drehbuchautor.

## Leben
Zu David Storeys bekanntesten Werken zählen die Dramen Heim (nominiert für den Tony Award) und Zur Feier des Tages sowie die Romane Ein verlorener Sohn und Saville, für den er 1976 mit dem Booker Prize ausgezeichnet wurde.
Sein Debütroman This Sporting Life wurde 1963 von Lindsay Anderson unter dem Titel Lockender Lorbeer mit Richard Harris in der Hauptrolle verfilmt. Storey schrieb das Drehbuch zum Film, der zu einem der frühen Werke der britischen Free-Cinema-Bewegung wurde.
Hauptthema in Storeys Werken sind die Beziehungen zwischen den sozialen Klassen; er gilt als einer der führenden Vertreter des sozialen Realismus.
David Storey lebte in London. Seine Frau Barbara (geb. Hamilton), die er 1956 heiratete, starb 2015. Er hinterließ die beiden gemeinsamen Söhne und zwei Töchter.

## Werke (Auswahl)
Bühnenstücke
- The Restoration of Arnold Middleton (1967)
- Home (1970)
- The Changing Room (1972)
- Cromwell (1973)
- Stages (1992)

Romane
- This Sporting Life (1960)
- Leonard Radcliffe (1963)
- Saville (1976)

## Filmografie (Auswahl)
- 1962: Lockender Lorbeer (This Sporting Life)
- 1972: Home (Fernsehfilm)
- 1974: Ter ere van … (Fernsehfilm)
- 1975: In Celebration
- 1975: Farma (Fernsehfilm)
- 1981: Early Days (Fernsehfilm)
- 1989 Theatre Night (Fernsehserie, eine Folge)